# Eprubetă
Eprubeta este un recipient în formă de tub cilindric îngust, închis la un capăt, folosit în laborator în chimie, biologie, medicină și alte domenii. Eprubetele obișnuite sunt fabricate din sticlă (adesea termorezistentă) sau dintr-un material plastic și au diametrul de 10–20 mm și lungimea de 50–200 mm. Capătul închis are în general o formă emisferică, mai rar conică sau plată, iar capătul deschis are adesea buza ușor evazată pentru a facilita turnarea lichidului din eprubetă în alt vas. Unele eprubete sunt prevăzute cu dop sau capac. Uneori pe corpul eprubetei există o zonă rugoasă care permite scrisul cu un creion, pentru identificare. Unele eprubete sunt gradate pentru a măsura volumul de lichid conținut.
În chimie și fizică eprubetele sunt folosite frecvent pentru păstrarea temporară a substanțelor chimice, pentru amestecarea lor, pentru încălzire sau alte operații.
În biologie eprubetele se folosesc pentru realizarea de culturi de organisme vii: bacterii, mucegai, răsaduri, butași etc.
În medicină eprubetele se folosesc pentru stocarea unor eșantioane de sânge, urină sau alte substanțe, în vederea analizării lor.
Pentru publicul larg eprubeta a devenit un simbol al chimiei și al științelor în general. Astfel, copiii născuți prin inseminare artificială sunt numiți bebe-eprubetă (sau gemeni-eprubetă dacă se nasc câte doi), deși în mod obișnuit operația de inseminare artificială nu presupune utilizarea nici unei eprubete.

## Producere

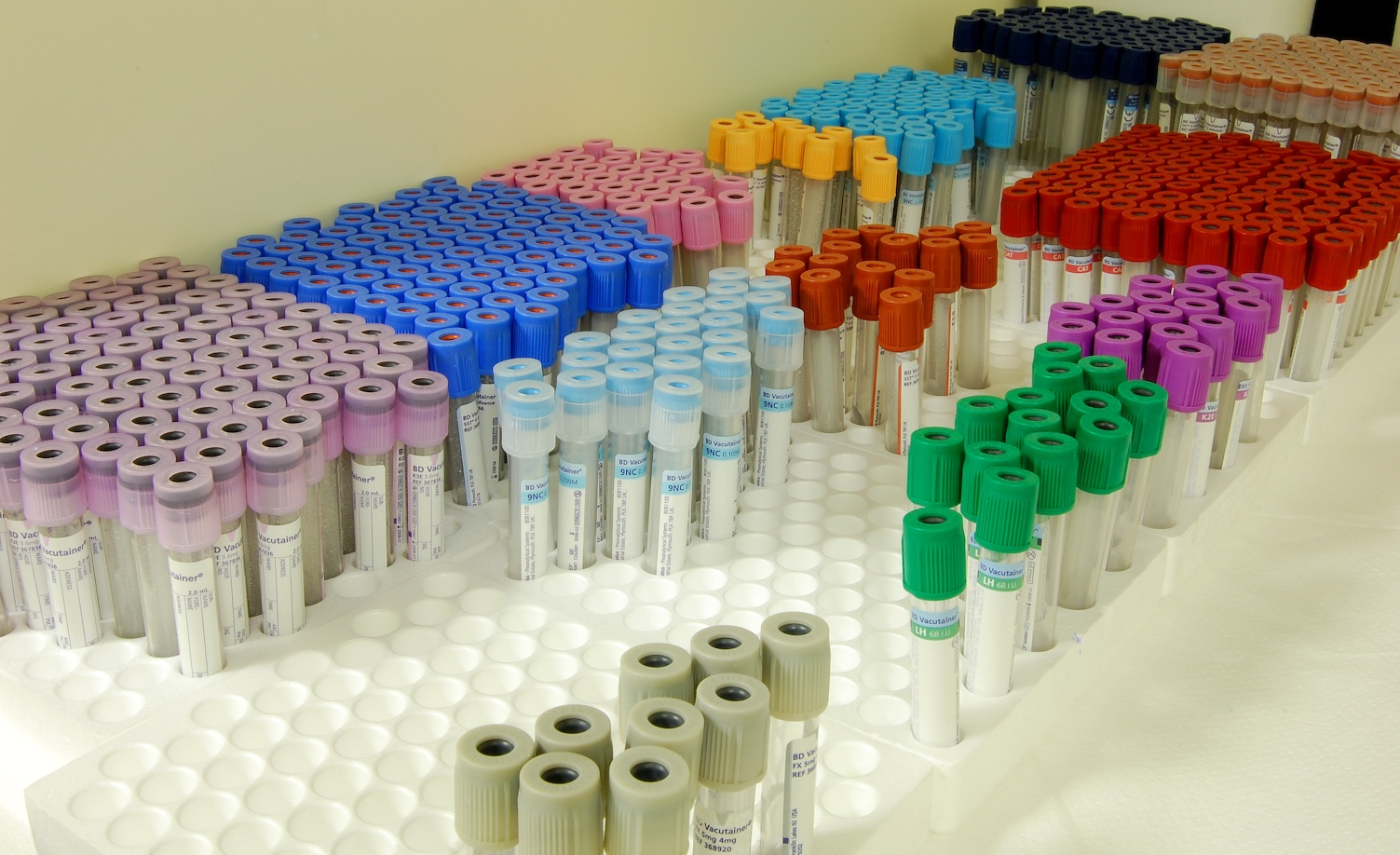
Eprubete de diferite culori

Eprubetele pentru fizică și chimie sunt realizate de obicei din sticlă pentru o mai bună rezistență la căldură și la substanțe chimice corozive și pentru o viață mai lungă. Sunt adesea fabricate din sticlă borosilicat (cunoscută și sub numele de Pyrex), care are o mare rezistență la șocuri termice, astfel încât eprubetele pot fi introduse direct în flacăra becului de gaz.
Eprubetele folosite în biologie sunt de obicei turnate prin injecție dintr-un plastic transparent (cum ar fi polistirenul sau polipropilena) și sunt adesea aruncate după utilizare.
Există și eprubete comercializate cu un conținut deja pregătit: reactanți pentru analize, agenți de conservare etc. De exemplu, blue top tube este o eprubetă care conține citrat de sodiu ca anticoagulant, utilizată pentru a colecta probe de coagulare și de testare pentru glucoză-6-fosfat dehidrogenază.